# Gero Theo Beckmann
Gero Theo Beckmann (* 1962) ist ein deutscher Fachtierarzt für Mikrobiologie  und Buchautor.

## Leben
Beckmann promovierte 1990 an der Tierärztlichen Hochschule in Hannover, leitet aktuell (2014) die Abteilung Hygiene&Beratung am Institut Romeis in Bad Kissingen, und erhielt 2014 den Wallhäußer-Preis für sein Lebenswerk auf dem Gebiet der Mikrobiologie. Grundlage der Ehrung war eine Publikation aus dem Jahre 2013 (Mikrobiologischer Zwischenfall: Der Fall NECC (New England Compounding Center), GMP Journal 28, Juli/August 2013).

## Schriften
- Vergleichende biochemische und serologische Untersuchungen an Treponemenisolaten aus dem Darmkanal von Schweinen, Hunden, Mäusen und Ratten.  Eigenverlag, Hannover 1990, DNB 901465445.
- mit Andreas Rüffer: Mikroökologie des Darmes : Grundlagen, Diagnostik, Therapie. Schlüter, Hannover 2000, ISBN 3-87706-521-X.
- Schönheit und Mikrobiologie : ein Bilderbuch ästhetischer Betrachtungen zur Koloniemorphologie. Schlütersche, Hannover 2003, ISBN 3-89993-751-1.
- mit Andreas Rüffer: Mikrobiologie ist Leben : ein Lesebuch zum 60. Geburtstag von Dr. Rüdiger Leimbeck.  Labor L+S AG, Bad Bocklet 2004, ISBN 3-00-014412-9.
- mit Andreas Rüffer: Menschen, Musen und Mikroben : Heiteres, Kurioses und Schöngeistiges aus dem Labor zum 60. Geburtstag von Prof. Dr. Bernd Sonnenschein / L+S AG. Labor L+S AG, Bad Bocklet 2006, ISBN 3-00-019290-5.
- mit Andreas Rüffer: Mikroökologie des Darmes : Grundlagen, Diagnostik, Therapie. 3. Auflage. L+S, Bad Bocklet/Großenbrach 2010, ISBN 978-3-00-021007-5.